# Paris ärkestift
Paris ärkestift (franska: Archidiocèse de Paris, latin: Archidioecesis Parisiensis eller Archiepiscopatus Nostrae Dominae Parisiensis) är ett ärkestift tillhörande Romersk-katolska kyrkan i Frankrike och som tillämpar latinsk rit. Det bildades som stift på 200-talet och som ärkestift år 1622. Notre-Dame är ärkestiftets katedral. Laurent Ulrich är sedan den 26 april 2022 ärkebiskop; han assisteras av hjälpbiskoparna Thibault Verny och Philippe Marsset.

## Ärkebiskopar under 1900- och 2000-talet
- 1886–1908: François-Marie-Benjamin Richard
- 1908–1920: Léon-Adolphe Amette
- 1920–1929: Louis-Ernest Dubois
- 1929–1940: Jean Verdier
- 1940–1949: Emmanuel Célestin Suhard
- 1949–1966: Maurice Feltin
- 1966–1968: Pierre Veuillot
- 1968–1981: François Marty
- 1981–2005: Jean-Marie Lustiger
- 2005–2017: André Vingt-Trois
- 2017–2021: Michel Aupetit
- 2022–: Laurent Ulrich